# لارنس استیونز
لارنس استیونز (انگلیسی: Lawrence Stevens; ۲۵ فوریهٔ ۱۹۱۳ – ۱۷ اوت ۱۹۸۹) بوکسور اهل آفریقای جنوبی بود.